# Čihadlo (Krkonoše)
Čihadlo (polsky Ptasi Kamień, německy Vogelstein) je hora v Krkonoších ležící na česko-polské hranici asi 4 km severoseverovýchodně od Špindlerova Mlýna. Jde o plochou vyvýšeninu ve Slezském sedle mezi Dívčími kameny a Malým Šišákem, zarostlou nízkou smrčinou s četnými pasekami.
V sedle s Malým Šišákem stojí horský hotel Špindlerova bouda s parkovištěm, ke kterému vede silnice ze Špindlerova Mlýna i z Polska.

## Přístup
Přímo přes vrcholovou plošinu vede hlavní krkonošská hřebenovka - červeně značená cesta česko-polského přátelství. Ke Špindlerovce se dá dojet i autem nebo autobusem - po silnici ze Špindlerova Mlýna, kterou kopíruje i cyklostezka č. 15 (10 km). Turisté se sem dostanou po zelené značce ze Špindlerova Mlýna (5,5 km), žluté značce z údolí Bílého Labe (3 km) nebo po modré značce z Polska. Od Špindlerovky je to na vrchol Čihadla jen 500 m západně.

## Okolí
- Horský hotel Špindlerova bouda v sedle s Malým Šišákem, 500 m východně od vrcholu.
- Chata Odrodzenie na polské straně západního svahu Malého Šišáku, 800 m východně.
- Petrova bouda na východním úbočí Dívčích kamenů, 1,5 km severozápadně (momentálně mimo provoz).

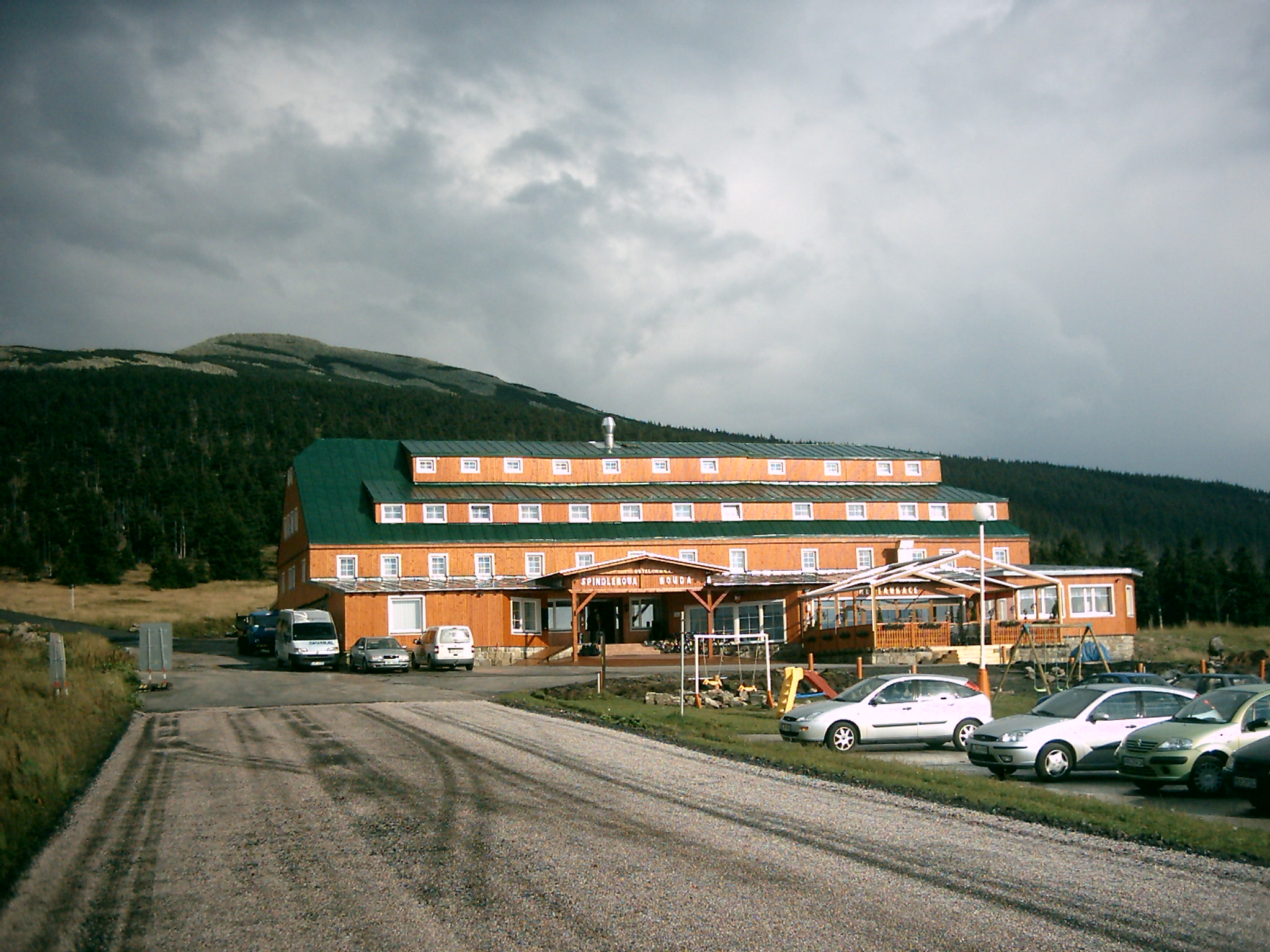
Špindlerova bouda
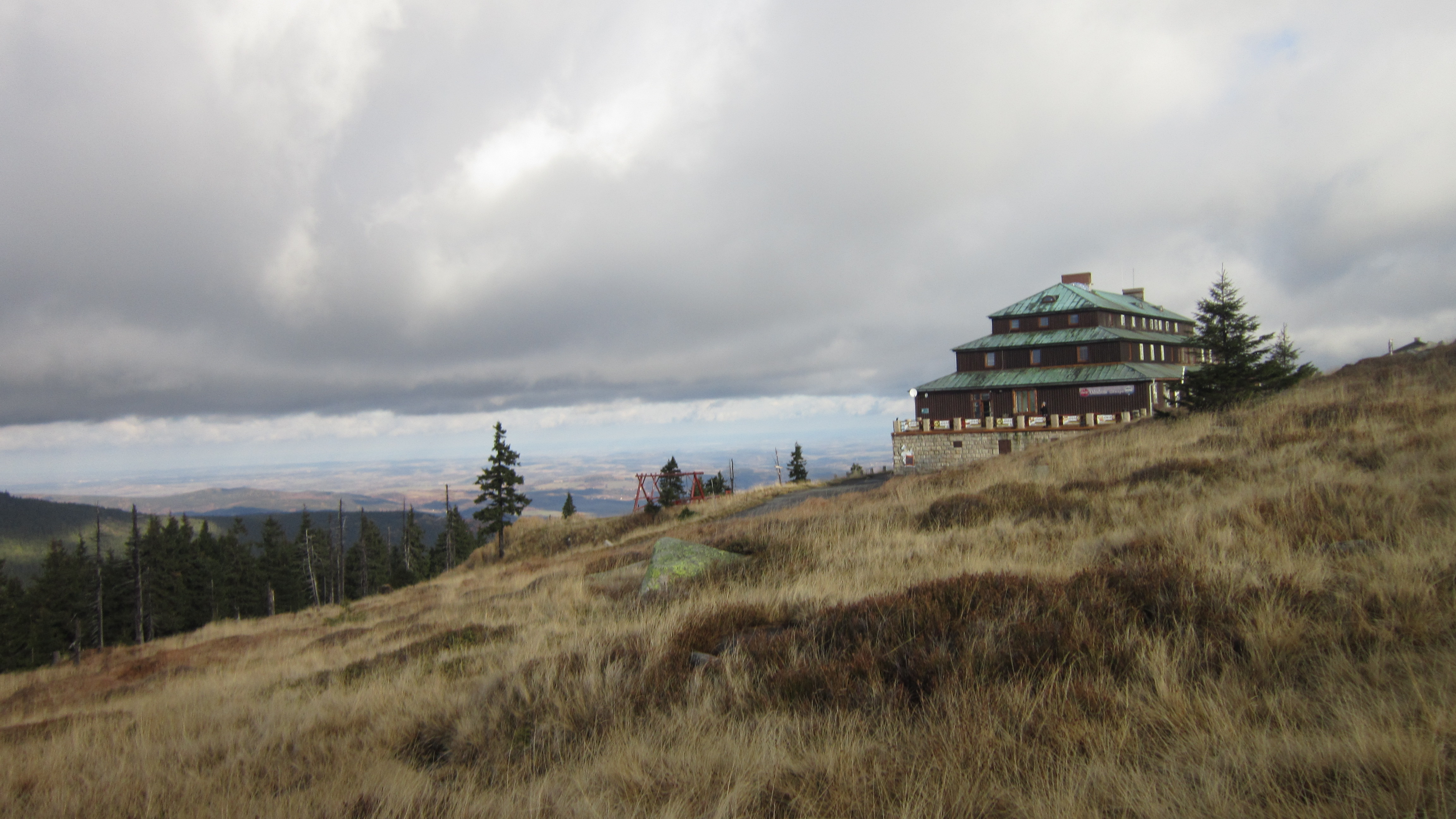
Odrodzenie
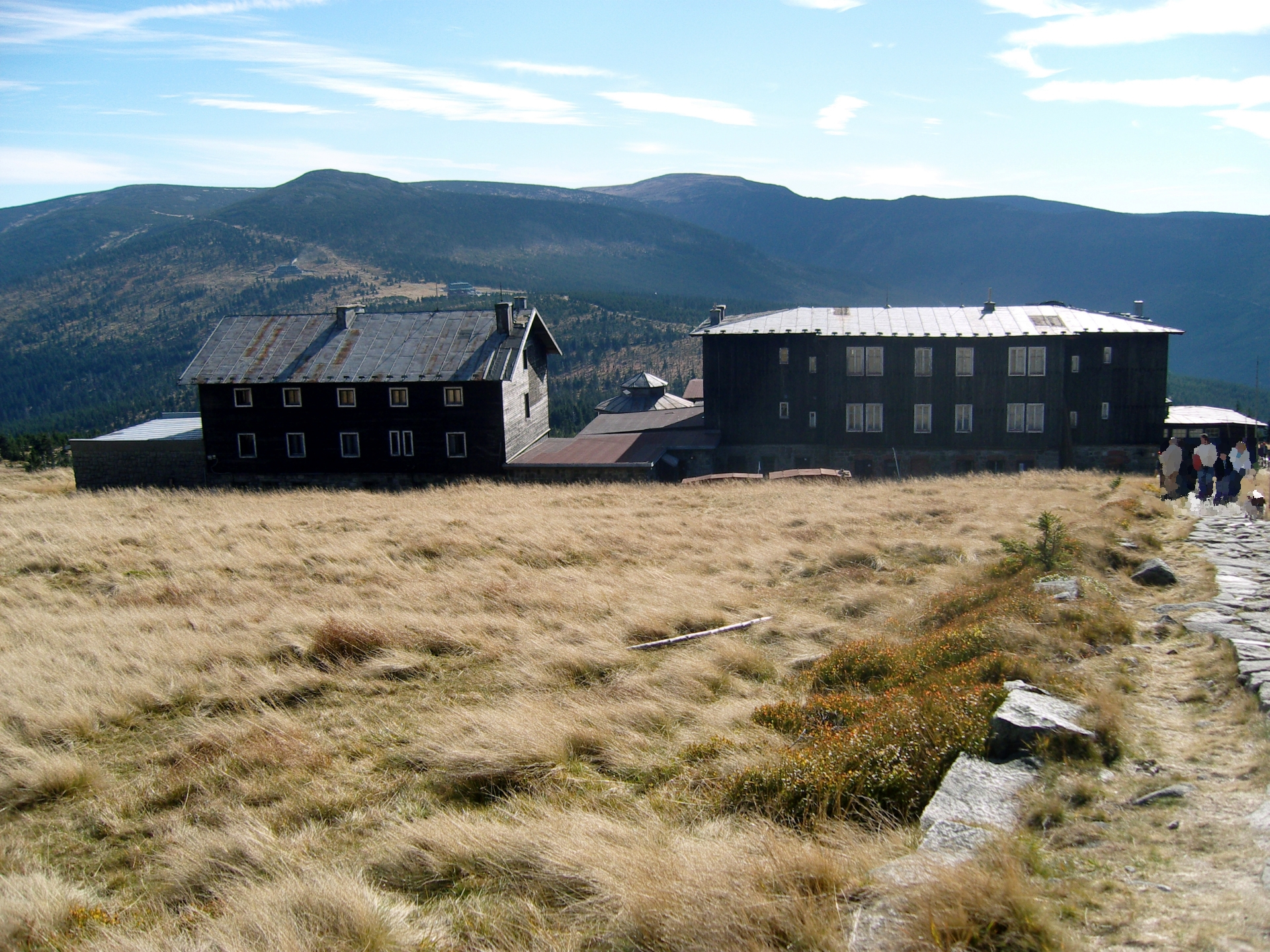
Petrova bouda